# Ada Elizabeth Levett
Ada Elizabeth Levett (Bodiam, 1881 – 1932), ou A. E. Levett, foi uma historiadora britânica formada pela Universidade de Oxford e uma das mulheres pioneiras no estudo de história econômica medieval. Além disso, foi vice-diretora da St Hilda's College de Oxford e professora catedrática na Universidade de Londres.

## Biografia

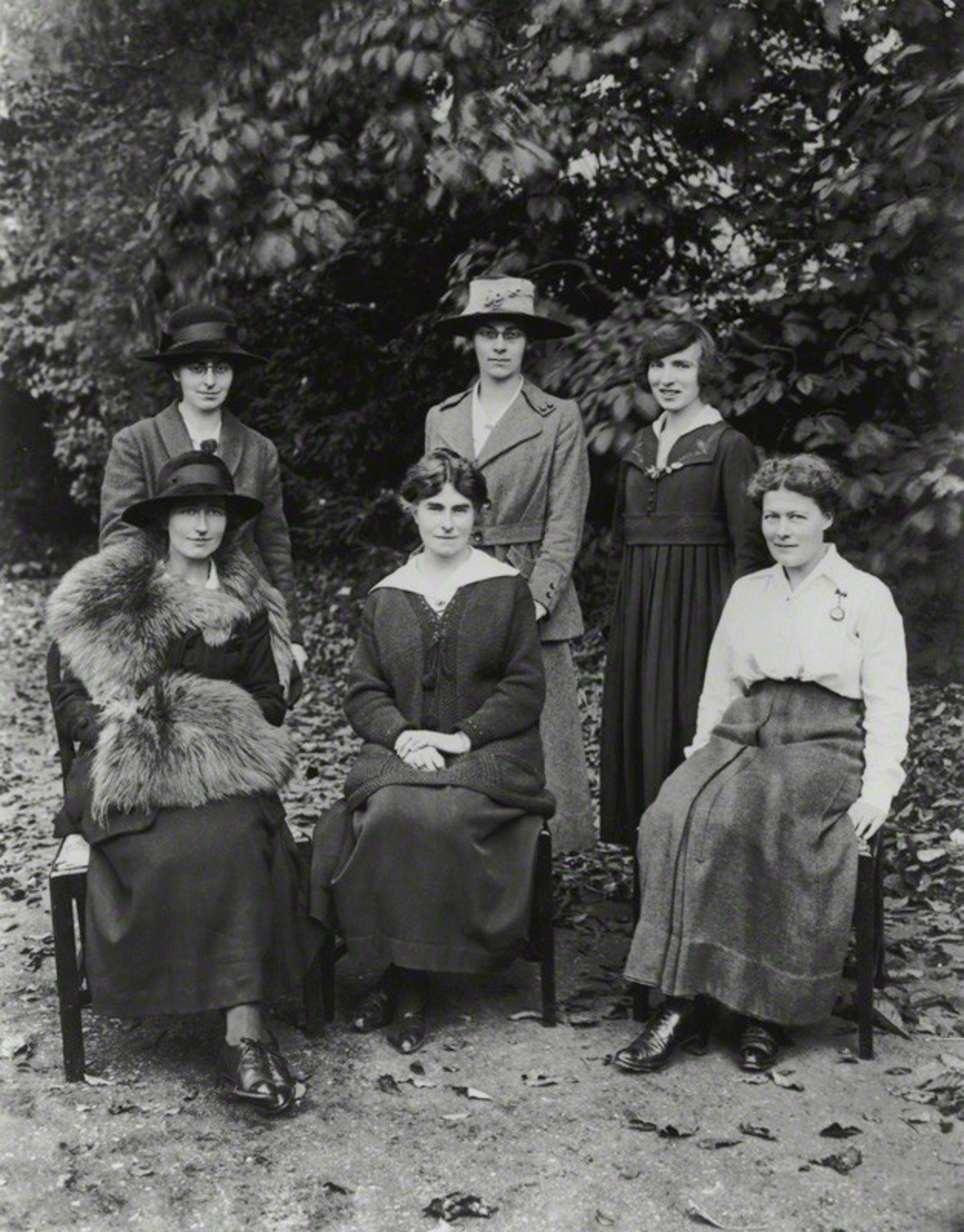
Equipe da St Hilda's College, Oxford em outubro de 1919. A. E. Levett é a mulher de pé, ao centro da imagem

### Primeiros anos
Ada Elizabeth Levett nasceu no ano de 1881, em Bodiam, na Inglaterra, perto da fronteira entre Kent e Sussex. Pertencia a uma família relativamente abastada e dona de terras no sul da Inglaterra. Em sua família, as atividades acadêmicas, principalmente para as mulheres, não eram incentivadas. No entanto, tanto Elizabeth quanto sua irmã mais nova, Mary Jane Levett (conhecida profissionalmente como M.J. Levett) tornaram-se acadêmicas notáveis. 

### Carreira Acadêmica
A. E. Levett se formou na Universidade de Oxford e depois tornou-se professora de história moderna, escritora, conferencista e vice-diretora no St Hilda's College, onde sua pesquisa rigorosa e estilo de escrita enxuto a fizeram se destacar. Ela, assim como outras colegas acadêmicas, redefiniu o papel das mulheres na Universidade: as mulheres tinham sido proibidas de ser docentes ou de realizar avaliações para a universidade. Também não lhes era permitido obter o diploma de mestrado (era permitido obter apenas um diploma de bacharel). Oxford publicou os resultados das avaliações femininas em uma lista de turmas separada até 1952.[carece de fontes?]
Mas alguns professores de Oxford acolheram favoravelmente a nova influência. O professor Ernest Barker, por exemplo, ensinou Elizabeth Levett e sua talentosa contemporânea Maude Clarke antes de deixar Oxford para se tornar diretor do King's College, em Londres .[carece de fontes?]

Em sua especialidade de história econômica medieval, Levett fez uso de arquivos de mosteiros e arquivos locais.  Seu estilo era conhecido por sua erudição rigorosa e atenção aos mínimos detalhes. Em uma palestra de 1916, Levett defendeu "um método mais severo, mais rigidamente exato na coleta de evidências". Seu método era típico de seus contemporâneos de Oxford. Nenhum detalhe deveria ser omitido, disse ela, "nem mesmo uma ratoeira, nem mesmo, o que é menos, uma estaca para uma harpa".[carece de fontes?]

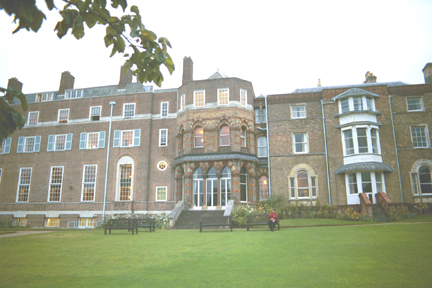
Biblioteca, St. Hilda's College, Oxford

Seus trabalhos mais notáveis são Estudos em História Manorial e História Manorial Inglesa no Século XIV. Ela também publicou dezenas de artigos acadêmicos e monografias sobre história medieval - desde temáticas menos conhecidas sobre o feudalismo até tópicos mais amplamente estudados como a Peste Negra .[carece de fontes?]
Aluna do historiador Sir Paul Vinogradoff, em Oxford, Elizabeth Levett adotou os métodos de análise cuidadosos de fontes de arquivo e de história econômica. Seu estudo sobre a Peste Negra foi inovador na época, e seu trabalho nas cortes senhoriais de St Albans foi seminal. Ela morreu antes da publicação do trabalho de St. Albans. Falando de seu ex-professor Vinogradoff, Levett disse que "ele me ensinou a unificar meus interesses variados... na grande estrutura da Economia e da Jurisprudência, e a aplicá-la na prática da história social”.
O crescente número de mulheres historiadoras ficou especialmente evidente na História Victoria dos condados da Inglaterra, no qual a maior parte do texto foi escrito por mulheres medievalistas como Levett. Elas se debruçaram sobre os registros medievais do campesinato da época. Foi uma abordagem que a própria Levett defendeu e cujos impactos são perceptíveis em suas obras.[carece de fontes?]
Ao escrever sobre os direitos de propriedade das mulheres camponesas durante a época medieval, Levett descreveu o caso de uma venda de terras que foi concluída enquanto uma esposa perturbada se lamentava no tribunal – descrita no latim dos registos medievais como lacrimentem in pleno halimoto . A transferência foi posteriormente anulada pelo tribunal após a morte do marido devido aos protestos da esposa. Ao concentrar-se em tais incidentes específicos nos registos antigos, Levett delineou os direitos sociais (ou a falta deles) das mulheres medievais, que eram vistas como inquilinas subordinadas.[carece de fontes?]
Além de seus artigos acadêmicos construídos a partir de pesquisas rigorosas, Levett deu palestras e escreveu artigos sobre prostituição, mulheres universitárias e religião, e mulheres no mundo do pós-guerra. À medida que sua reputação crescia e as restrições às mulheres na academia diminuíam, Levett descobriu que era muito procurada como conferencista e escritora. O prêmio de uma cadeira de história no Westfield College coroou sua carreira como uma entre um pequeno número de historiadoras britânicas emergentes. [carece de fontes?]
Elizabeth Levett faleceu em 1932, aos 51 anos, no auge de sua carreira profissional.
A irmã mais nova de Elizabeth Levett, F.M. Jane Levett, foi professora de lógica na Universidade de Glasgow e seguiu uma carreira ilustre. Ela é mais conhecida por sua tradução (como M. J. Levett) do Teeteto de Platão. Jane Levett morreu em sua casa de campo perto de Tenterden, Kent, não muito longe de sua cidade natal, Bodiam, em 1974.

## Trabalhos
- Europe Since Napoleon, Londres: Blackie, 1914. Com nota introdutória de Richard Lodge .
- (com Adolphus Ballard ) The Black Death, Oxford: Clarendon Press, 1916. Oxford studies in social and legal history, vol. 5. Com a contribuição de Reginald Vivian Lennard.
- The Black Death on the estates of the see of Winchester. Oxford: Clarendon Press, 1916. Oxford studies in social and legal history, vol. 23. Com a contribuição de Adolphus Ballard.
- 'The Courts and Court Rolls of St. Albans Abbey', Transactions of the Royal Historical Society, 1924.
- English Economic History, Londres: E. Benn, 1929. Benn's sixpenny library, número 48.
- The Consumer in History, Londres: E. Benn Limited, 1929. Self and society, número 21.
- Studies in Manorial History, Oxford: Clarendon Press, 1938